# Noyers-sur-Cher
Noyers-sur-Cher é uma comuna francesa na região administrativa do Centro, no departamento Loir-et-Cher. Estende-se por uma área de 22,83 km². Em 2010 a comuna tinha 2 757 habitantes (densidade: 120,8 hab./km²).